# Dilophus arizonaensis
Dilophus arizonaensis är en tvåvingeart som först beskrevs av Hardy 1937.  Dilophus arizonaensis ingår i släktet Dilophus och familjen hårmyggor. Inga underarter finns listade i Catalogue of Life.